# Ward Ruyslinck
Œuvres principales
- Wierook en tranen (1958)
- Het reservaat (1964)

Ward Ruyslinck, pseudonyme de Raymond Charles Marie De Belser, est un écrivain belge d'expression néerlandaise né à Berchem le 17 juin 1929 et mort à Meise le 3 octobre 2014.
Ses œuvres les plus connues sont Wierook en tranen et Het reservaat.

## Biographie
Après ses humanités, Ward Ruyslinck a étudié la philologie germanique à l’université de Gand. En 1953, il a été engagé comme bibliothécaire-adjoint, ce qui lui a fourni des revenus suffisants pour se marier et pour écrire.
Il a percé surtout comme romancier et nouvelliste dans les années 1950 avec De ontaarde slapers et Wierook en tranen, deux œuvres mettant en accusation la guerre qui a ruiné sa jeunesse.
À la fin des années 1960 et au début des années 1970, il a fait partie du cercle des auteurs édités par Angèle Manteau. Il a été un écrivain très lu parce que certaines de ses œuvres (les deux déjà citées et Het reservaat principalement) figuraient sur la liste des lectures obligatoires de nombreuses écoles secondaires. Jos Vandeloo, écrivain contemporain de Ruyslinck et appartenant aussi à ce groupe d’« auteurs scolaires » placés sous l’aile de Manteau, a lutté contre la même problématique.
De temps à autre, les admirateurs de Ward Ruyslinck l’ont cité comme l’un des auteurs belges favoris pour le prix Nobel de littérature, aux côtés de Louis Paul Boon et de Hugo Claus.
Ruyslinck est mort à 85 ans des suites de la maladie d’Alzheimer.

## Influences et style
L’œuvre entière de Ruyslinck est presque étroitement liée à la critique sociale découlant de sa jeunesse gâchée par la guerre. Il s’interroge à propos des grands systèmes oppressifs tels que le capitalisme, la religion (catholique) ou encore l’État et son appareil militaire.
Cependant, tout bien considéré, cette critique sociale est exprimée avec sensibilité, voire avec sentimentalisme, parfois comme une accusation pathétique. De ce fait, son style paraît quelque peu emphatique au XXIe siècle, mais le questionnement reste cependant d’actualité. Ruyslinck ne s’étant pas érigé en grand réformateur ni en iconoclaste, et ses récits ayant pour cadre la petite bourgeoisie laborieuse, il ne s’est pas heurté au rejet de l’establishment belge.
Son œuvre a été traduite dans une douzaine de langues, surtout l’allemand et l’anglais.
De stille zomer (1962) et Wierook en tranen (1958) ont été portés à l’écran, alors que De ontaarde slapers (1957) et Het reservaat (1964) ont été, parmi d’autres, adaptés pour le théâtre.

## Œuvres

### Poésie
- 1948 – In memoriam fratris
- 1951 – De citer van Tijl
- 1952 – Het huis onder de beuken
- 1953 – De essentie van het zwijgen
- 1956 – Fanaal in de mist. Het epos van een paria
- 1971 – Neozoïsch. Parapoëtische montages
- 1988 – Hunkerend gevangen
- 1993 – Zo weinig en zo veel

### Essais
- 1952 – Pieter Aerts, het getemperde staal
- 1976 – In naam van de beesten
- 1977 – Valentijn Van Uytvanck
- 1981 – Open brief aan de gevoelsafschaffers
- 1983 – Open beeldboek

### Satires
- 1968 – Het ledikant van Lady Cant
- 1969 – De Karakoliërs

### Romans
- 1957 – De ontaarde slapers
- 1958 – Wierook en tranen
- 1961 – Het dal van Hinnom
- 1964 – Het reservaat
- 1966 – Golden Ophelia
- 1970 – De apokatastasis of het apocriefe boek van Galax Niksen
- 1972 – De heksenkring
- 1974 – Het ganzenbord
- 1977 – De sloper in het slakkehuis
- 1978 – Op toernee met Leopold Sondag
- 1980 – Wurgtechnieken
- 1982 – De boze droom het medeleven
- 1985 – De uilen van Minerva
- 1987 – Stille waters
- 1992 – De speeltuin (roman épistolaire écrit avec Monika Lo Cascio)
- 1993 – De claim van de duivel
- 1995 – Het geboortehuis
- 1997 – De bovenste trede
- 1999 – Traumachia

### Nouvelles
- 1959 – De madonna met de buil
- 1962 – De stille zomer
- 1965 – De paardevleeseters
- 1973 – De verliefde akela
- 1979 – Alle verhalen
- 1983 – Leegstaande huizen
- 1989 – De beste verhalen van Ward Ruyslinck

### Divers
- 1971 – De krekelput, pièce de théâtre jamais publiée
- 1982 – Antwerpen in oude gravures, livre d'images
- 1989 – IJlings naar nergens, correspondance

### Traductions françaises
- Golden Ophelia (traduit par Louis Fessard), Morel, 1978 et L'Anabase, 1998
- Ultimes étreintes (traduction de Wurgtechnieken par Xavier Hanotte), La Longue vue, 1986
- Les Pommiers étaient en fleurs (traduction de Wierook en tranen par Henri Cornélus), La Longue vue, 1988
- Drie kortverhalen - Trois nouvelles (édition bilingue; traduction de Het koekoeksmeisje, Astridje et Mère terrible par C. Gayina), De Boeck, coll. « Stemmen uit het Noorden », 1997